# زرینه‌رود
زرینه رود نام رودی است که در شمال غربی ایران، در جلگهٔ جنوبی دریاچهٔ ارومیه، جریان دارد. این رود با طول ۳۰۲ کیلومتر یکی از بلندترین و پرآب‌ترین رودهای شمال غرب ایران می‌باشد. همچنین بخش اصلی این رود در شهرستان شاهین‌دژ در آذربایجان غربی واقع گردیده است.
شاخهٔ اصلی آن از سقز کوه‌های منطقه خورخوره و همچنین کوه‌های مرزی میان ایران و عراق در در نزدیکی گذرگاه مرزی سیف ابتدای «درهٔ شیلر» و کوه‌های چهل چشمه کردستان میان شهرستان‌های سقز، مریوان و دیواندره به همراه شاخ رود خورخوره از کوه‌های چهل چشمهٔ سرچشمه پس از گذر از شهرستان سقز وارد رود زرینه‌رود شده و شاخهٔ ساروق رود آن نیز از کوه‌های تکاب و تخت سلیمان وارد رود زرینه‌رود شده و با از عبور رود زرینه‌رود وارد دشت زرینه‌رود شهرستان شاهین‌دژ شده و با سیراب کردن دشت زرینه‌رود شاهین دژ وارد شهرستان باروق و بعد شهرستان میاندوآب شده و در جنوب دریاچه ارومیه با تشکیل یک دلتای وسیع به عرض حدود ۱۰ کیلومتر در مراتع باتلاقی تالاب قره قشلاق به دریاچهٔ ارومیه می‌ریزد.
البته در سال‌های اخیر به دلیل رسوب‌گذاری و تأمین آب استان آذربایجان شرقی قسمت بیشتر آب این رود قادر به ورود به آب دریاچه ارومیه نبود و به وسیله پروژهٔ غیر مسئولانه و غیرکارشناسی اتصال زرینه‌رود به سیمینه رود تلاش واهی شده است این بحران حل گردد.
در طول این مسیر چندین رود فصل از جمله رودخانه سقز، رودخانه خورخوره، ساروق چای، قورو چای، هولاسو چای، هاچه سو چای، اخچی چای، جوشاتو چای و آجرلو چای به زرینه رود ملحق می‌شوند. لیلان چای نیز به عنوان آخرین شاخه در حاشیهٔ شرقی شهر میاندوآب به این رود می‌ریزد. سد مخزنی زرینه‌رود (سد شهید کاظمی) که دیوارهٔ آن در منتها الیه جنوبی محدودهٔ شهرستان شاهین دژ در نزدیکی «روستای گل چرمو شاهین دژ» احداث شده، بعد از سد زرینه‌رود چشم‌انداز زیبای با ترکیب کوه و دشت و سواحلی جنگلی کنار رود و باغات اطراف در حاشیه این رود زیبایی خاصی به منطقه شاهین دژ داده و همین چشم‌اندازهای زیبای کوه دشت و جنگل حاشیه کنار رود ادامه داشته تا به اولین شهر بعد سد زرینه‌رود یعنی شهر شاهین دژ رسیده و چشم‌اندازی زیبا و دلچسب کوه و دشت و جنگل را به حاشیه غربی شهر شاهین دژ داده و تفرجگاهی دراز و زیبا در کنار این رود به نام " جیغاتی قیراغی " را در حاشیه غربی شهر شاهین دژ به وجود آورده و زیبایی‌های این رود تا نزدیکی‌های سد نوروزلو ادامه داشته که سد انحرافی نوروزلو در محدوده شهرستان باروق برای کنترل سیلاب‌های این رود و مصارف کشاورزی و صنعتی بر روی زرینه‌رود احداث گردیده‌اند و همچنین از این سد، با خطوط عظیم لوله‌کشی، آب آشامیدنی و شرب تبریز تأمین می‌گردد. سپس زرینه‌رود با عبور از باغات و حاشیه شرقی شهر میاندوآب و باغات شمالی این شهرستان وارد دریاچه ارومیه می‌شود. متأسفانه در سال‌های اخیر به علت تأمین آب شرب کلانشهر تبریز و همچنین به علت کمبود بارش‌ها ناشی از تغییرات اقلیمی سطح کره زمین، سطح دبی رود زرینه‌رود در شهر میاندوآب و منطقه میاندوآب دیگر شرق شهر میاندوآب مانند سابق چشم‌انداز زیبای زرینه‌رود را دارا نمی‌باشد.
از ویژگیهای جالب حوضه رود زرینه‌رود، از طرف شمال شرقی، شرق و جنوب شرقی در مناطق چاراویماق، ماه نشان، بیجار و دیواندره حوضه آن هم‌مرز بودن با سرشاخه‌های حوضه آبریز دریای خزر یعنی سرشاخه‌های رود قزل اوزن بوده و همچنین از طرف جنوب و جنوب غربی در مناطق مریوان و بانه هم‌مرز با سرشاخه‌های حوضه آبریز خلیج پارس (یعنی دریاهای آزاد) در سرشاخه‌های رود زاب کوچک می‌باشد. که حکایت از گسترش و وسعت ویژه حوضه زرینه‌رود دارد.

## نام گذاری
غیاث‌الدین خواندمیر در حبیب‌السیر به جنگ بین آرپاخان و خواجه غیاث الدین محمد، اشاره کرده و چنین می‌نویسد: در حوالی جغتا هر دو شبکه به هم رسیده، دست به تیغ و خنجر بردند و خواجه از آرپاخان شکست خورده، پا به فرار نهاد و هلاکوخان مغول قریه حسین‌آباد را که در ۱۵کیلومتری شهر شاهین دژ می‌باشد، به پایتخت تابستانی انتخاب و آن را به افتخار پسر چنگیزخان جغتای (جغتو) نامگذاری کردند. و جغتوچای نامیده می‌شد.
در فرهنگستان اول زبان فارسی در راستای حذف زبان اقوام، نام زرینه رود را برای این رودخانه انتخاب کردند.

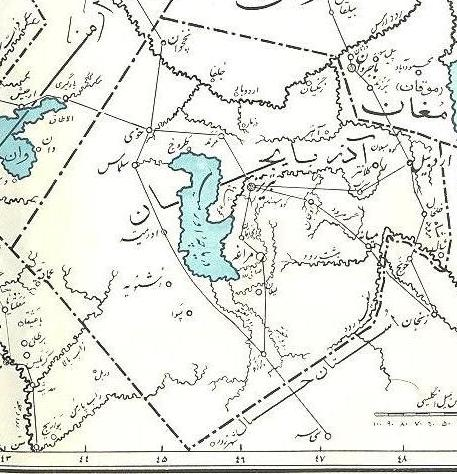
نقشه آذربایجان که اسامی جغتو و تغتو برای رودهای میاندوآب به کار رفته